# Lutiše
Lutiše is een Slowaakse gemeente in de regio Žilina, en maakt deel uit van het district Žilina.
Lutiše telt 767 inwoners.